# Hipoepa raptatalis
Hipoepa raptatalis är en fjärilsart som beskrevs av Walker 1858. Hipoepa raptatalis ingår i släktet Hipoepa och familjen nattflyn. Inga underarter finns listade i Catalogue of Life.